# Logan Gilbert
Logan Gilbert (Winter Park, Florida, 5 de mayo de 1997) es un jugador profesional estadounidense de béisbol que se desempeña en la posición de lanzador en Seattle Mariners, equipo de las Grandes Ligas de Béisbol (MLB).

## Carrera
Fue seleccionado en la primera ronda en el Draft de la MLB de 2018. En 2021 hizo su debut profesional con el equipo Seattle Mariners, donde lleva jugando cuatro temporadas.